# Rui Vaz
Rui Vaz és una vila al centre de l'illa de Santiago a l'arxipèlag de Cap Verd. Està situada a 4 kilòmetres a l'oest de São Domingos, en una alçària de 800 metres. La cantant capverdiana Silvia Rosa n'és originària.